# Эрлидж, Джеймс
Джеймс Эрлидж (яп. ジェームス・アレジ Джемусу Аредзи, англ. James Arlidge; родился 11 августа 1979 года в Гамильтоне) — японский регбист новозеландско-маорийского происхождения, выступавший на позициях флай-хава (блуждающего полузащитника), фуллбэка (замыкающего) и центра (центрового).

## Клубная карьера
Окончил Дилуортскую школу в Окленде и Оклендский университет. Брат Гарет — регбист, играл за провинцию Окленд в первенстве новозеландских провинций.
В Супер 12 Джеймс дебютировал за клуб «Окленд Блюз» в 2001 году в связи с травмой основного флай-хава Карлоса Спенсера, в провинциальном регби выступал за новозеландские клубы «Пакуранга» и «Окленд Кольтс». В 2002 году дебютировал за основной клуб «Окленд» в чемпионате провинций Новой Зеландии. В 2001 году проводил достаточно много времени в аренде за «Нортленд», после очередного проведённого в составе клубов «Окленд» и «Блюз» сезона Эрлидж перешёл в команду «Хайлендерс» с Южного острова в сезоне 2003 Супер 12, играя в первенстве провинций за «Отаго».
Проведя один сезон за клуб из Данидина, Эрлидж переехал в Японию, где в течение четырёх лет играл за клуб «Докомо Кансай». После того, как Японский регбийный союз признал Эрлиджа свободным агентом, 5 мая 2008 года газета South Wales Argus объявила о переходе Джеймса Эрлиджа и Тома Уиллиса в «Ньюпорт Гвент Дрэгонс», дебютировав в игре против «Ольстера» 19 сентября 2008 года (победа 16:14) — на счету реализация и три штрафных. С июня 2010 года по 2013 годы Эрлидж выступал за английский «Ноттингем», продлив первоначальный однолетний контракт.

## Карьера в сборной
Эрлидж успел провести минимум один матч за сборную команду «Новозеландские варвары» (англ. New Zealand Barbarians) и один матч за сборную новозеландских маори: второй матч прошёл в 2003 году в Канаде во время турне маори по Северной Америке, противниками были звёзды чемпионата Канады. Однако он выбрал из сборных IRB не Новую Зеландию, а Японию. За время своего пребывания в Японии он успел выполнить требования по постоянному проживанию и получил право играть за японскую сборную: жёсткие требования к японским клубам предусматривали выход на поле одновременно не более трёх иностранцев, причём хотя бы один из них должен был теоретически иметь право играть за Японию.
Эрлиджа позвал в сборную тренер Джон Кируэн, дебют состоялся 22 апреля 2007 года в матче против Южной Кореи в Токио и завершился разгромной победой «Цветов вишни» 82:0. Джеймс занёс две попытки и успешно провёл все свои 10 реализаций. Планировалось, что Эрлидж сыграет за сборную Японии на чемпионате мира 2007 года, однако матч против «Классик Олл Блэкс» — сборной ветеранов новозеландского регби — закончился для Эрлиджа травмой ноги и исключением из предварительного списка.
Возвращение Эрлиджа состоялось только на Азиатском Кубке пяти наций 2008 года, а в том же году на Кубке тихоокеанских наций он набрал 56 очков и стал рекордсменом от сборной Японии по числу набранных на том розыгрыше очков, опередив представителя сборной маори Каллама Брюса. На чемпионате мира 2011 года Эрлидж провёл 3 матча за японскую сборную и набрал 34 очка, занеся две попытки, пробив три реализации и шесть штрафных.